# کریستوفر گرین
کریستوفر گرین (Christopher Greene) (زاده ۱۲ مه ۱۷۳۷ میلادی و درگذشت در ۱۴ مه ۱۷۸۱ میلادی)، یکی از قانونگذاران و سربازان آمریکایی بود. او را بیشتر به دلیل رهبری دفاع غیورانه از «فورت مرسر» در نبرد ۱۷۷۷ رد بنک و رهبری اولین هنگ سیاهپوستان رود آیلند طی جنگ انقلاب آمریکا، به‌ویژه نقش برجسته‌اش در نبرد ۱۷۷۸ رود آیلند می‌شناسند. او در مه ۱۷۸۱ میلادی در نبرد پل کاج توسط وفادارماندگان کشته شد که احتمالاً دلیل آن معروفیتش در رهبری نیروهای آفریقایی-آمریکایی بود.

## اوان زندگی و تحصیلات
گرین در ۱۲ مه ۱۷۳۷ میلادی در اوکوپساتوکست، روستایی در حومه شهرک وارویک، رود آیلند بدنیا آمد. او فرزند جاج فیلیپ گرین و الیزابت (ویکس) گرین بود. در ۶ مه ۱۷۵۷ میلادی، گرین با دخترعموی سومش آنا لیپیت، متولد ۱۵ نوامبر ۱۷۳۵ میلادی، دختر جرمیا لیپیت و ولثیان گرین ازدواج کرد. هردو والدین آنا لیپیت از نسل یک خانواده مستعمراتی برجسته رود آیلندی بودند. جرمیا از ژوئن ۱۷۴۲ میلادی تا زمان مرگش در ۱۷۷۶ میلادی، بجز سال ۱۷۷۵ منشی شهرکی وارویک بود. او به مدت چهار سال قائم مقام مجمع عمومی و پنج سال نیز دستیار بود.
گرین و آنا نه فرزند داشتند. هنگامی که پدر گرین در ۱۷۶۱ میلادی فوت کرد، گرین ملک آسیاب خانوادگی را به ارث برده و این تجارت را تا زمانی که در ارتش قاره‌ای افسر شد اداره نمود. او از ۱۷۷۲ تا ۱۷۷۴ میلادی در قوه مقننه رود آیلند خدمت نمود. گرین به عنوان ناوبان یکم «کنتیش گاردز» در ۱۷۷۴ میلادی انتخاب شد.

## حرفه

### راهپیمایی به سمت شمال در انقلاب
در ۳ مه ۱۷۷۵ میلادی، او توسط قوه مقننه رود آیلند به عنوان سرگرد در هنگ وارنوم گماشته شد. به او فرمان یک گروهان داده شده بود و به سمت کمبریج، ماساچوست راهپیمایی کرده و بخشی از ارتش رصد در حمایت از شورش علیه حکومت بریتانیا شد.
در سپتامبر ۱۷۷۵ میلادی، جرج واشینگتن سرگرد گرین را مسئول نبرد کمبریج تحت فرمان سرهنگ بندیکت آرنولد نمود. نبرد گرین بخشی از سفر اکتشافاتی آرنولد از طریق مین امروزین بود تا بدین طریق بر پادگان بریتانیا در کبک حمله نمایند. طی هجمه‌ای بر این شهر در ۳۱ دسامبر ۱۷۷۵ میلادی، گرین یکی از اعزام نیروها را رهبری کرده و پس از جراحت آرنولد، گرین توسط بریتانیایی‌ها به اسارت گرفته شد. او پس از هشت ماه حبس در اوت ۱۷۷۶ میلادی معاوضه شد.

### نیوجرسی
در ژوئن ۱۷۷۶ میلادی، گرین در هنگ نهم قاره‌ای تحت فرمان سرهنگ جیمز ام. وارنوم، در بخشی که تحت فرمان پسرعموی سومش سرتیپ ناتانیل گرین بود به سرگردی ارتقاء یافت (در ژانویهٔ ۱۷۷۷ میلادی، هنگ قاره‌ای نهم به «اولین هنگ رود آیلند» تغییر نام یافت). در ۲۷ فوریه ۱۷۷۷ میلادی، گرین به سرهنگی ارتقاء یافت و به عنوان فرمانده هنگ، پس از ارتقاء وارنوم به درجه تیمسار سرتیپ، گماشته شد.
گرین در اکتبر مسئول فورت مرسر، نیوجرسی در رود دلاور نزدیک شهرستان گلاستر در شهرک وودبری، در بخشی از محله شهرکی دپتفورد (پارک ملی نیوجرسی کنونی) در جنوب فیلادلفیا و ترنتون بود.